# Jakob Mejlhede
 Der er for få eller ingen kildehenvisninger i denne artikel, hvilket er et problem. Du kan hjælpe ved at angive troværdige kilder til de påstande, som fremføres i artiklen.

Jakob Mejlhede Andersen (født 8. marts 1973 i Danmark) er en dansk programdirektør på TV3.
Jakob Mejlhede begyndte sin karriere i Århus, hvor han efter endt uddannelse på Danmarks Journalisthøjskole fik job som journalist og redaktionschef på Rene Ord for Pengene. Hos DR var han også med til at teste biler i Trafik magasinet 'Køreklar'. Derefter gik turen til TV 2 som redaktør, hvor Jakob Mejlhede stod bag flere programmer, blandt andet Venner for Livet. Efter et kort ophold på TV3 som programchef fortsatte Mejlhede videre til SBS TV som programdirektør. I 2005 blev Jakob Mejlhede headhuntet til jobbet som Nordisk Programdirektør for MTV. Siden efteråret 2006 har Jakob Mejlhede arbejdet som programdirektør hos TV3 og står blandt andet bag Robinson Ekspeditionen 2007.